# Alain Bergala
Alain Bergala (Brinhòla, 8 de setiembre de 1943) es un cineasta francés. Ha sido redactor en jefe y director de colección en Cahiers du Cinéma. Es autor de numerosos artículos y obras sobre el cine dedicados a Godard, Rossellini, Bergman, Kiarostami, etc. También es autor de Magnum cinéma. Asesor de cine del Ministerio de Educación de 2000 a 2002, también ha realizado diversas películas para el cine y la televisión. Comisario de la exposición Correspondencias: Erice-Kiarostami (en Barcelona en 2006 y en Beaubourg en 2007), actualmente imparte clases de cine en la Universidad de París III y en La Fémis.